# Spirotropis (chi đậu)
Spirotropis là một chi thực vật có hoa thuộc họ Fabaceae. Nó thuộc phân họ Faboideae.

## Danh sách loài
- Spirotropis candollei
- Spirotropis longifolia